# 10Base-F
10BaseF es el nombre dado a una familia de implementaciones del nivel físico de la arquitectura de telecomunicaciones (popularmente conocida como Ethernet).
10BaseF utiliza fibra óptica como medio de transmisión para redes Ethernet a una velocidad de 10 Mbps.
El número 10 hace referencia a la velocidad de transmisión, la palabra base hace referencia al método de transmisión (banda base), y la letra 'F' hace referencia al medio de transmisión (fibra óptica).

## La familia 10BaseF
Existen tres implementaciones en esta familia:
- 10BASE-FL. Una variante actualizada del estándar FOIRL.
- 10BaseFB. Dirigido a su uso en redes troncales. Hoy en desuso.
- 10BaseFP. Dirigido a topologías en estrella de tipo pasivo. Nunca llegó a desarrollarse.

Aunque fuera de esta familia, existe otra implementación adaptada a la velocidad de 100 Mbps denominada 100BaseFX.

## 10BaseF en el contexto de Ethernet
La arquitectura estándar IEEE 802.3 sigue el Modelo OSI de referencia para arquitecturas de telecomunicaciones. Toda arquitectura que siga dicho modelo de referencia debe definir su nivel físico. El nivel físico describe las interfaces eléctricas (u ópticas) para realizar la comunicación.
En el caso de IEEE 802.3 se han definido varias alternativas de implementación para dicho nivel físico. Las más conocidas son:
- 100BaseTX. Transmisión sobre par trenzado de cobre de categoría 5. Muy utilizado.
- 10BaseT. Transmisión sobre par trenzado de cobre de categoría 3. Aún muy utilizado.
- 10Base2. Transmisión sobre cable coaxial. En desuso.

## Evolución
El último tipo de cableado hasta la fecha, y no es el cableado para los sistemas de Fast-Ethernet, el tipo de cableado 10Base-FX, que utiliza dos protocolos polietápico, una en cada sentido de transmisión entre el centro y la estación. Así como 10Base-T, el sistema 10Base-FX es una red full-duplex a 10Mbit / s. Sin embargo, el uso de fibra óptica como medio de comunicación permite la transmisión de señales 10Mbit / s en distancias de hasta 2 km.